# 希瓦吉之军
希瓦吉之军（羅馬化：Śīv Senā）是印度的一个马拉地地区主义和印度教极端民族主义政党。雖然中文媒体多譯為「濕婆軍」或「濕婆神軍黨」，然而其名称中的“Śīv”實際上指的是馬拉塔帝國首任君主希瓦吉。该党成立于1966年6月19日，由政治漫畫家巴爾·萨克里创建。该党的宗旨是基于“土地之子”的理念和印度教民族主义。该党的信仰「土地之子」理念认为这个邦的居民马拉地人应该在这个邦比外来人得到更多的权利。不过最近该党已经更为强调印度教民族主义。在第13届马哈拉施特拉邦议会选举后的任期內，该党曾经统治马哈拉施特拉邦，現仍是该地区最有影响的印度教民族主义政党之一。在2014年印度大選后成為参政黨與右翼的印度人民黨聯合執政。
2022年10月10日马哈拉施特拉邦政治危机后，该党分裂，分裂成創黨主席之子烏達夫·薩克里、馬哈拉施特拉邦首席部長埃克納·辛德兩派，前者與國大黨的印度联盟合作、後者與印度人民黨的全国民主联盟合作。根据印度选举委员会的裁决，埃克納·辛德派继承该党，而烏達夫·薩克里派作为新政党希瓦吉之军（萨克里）独立运作。萨克里派已经向德里地区法院提起诉讼，要求继承党名。